# Grand Prix de Paris 1986

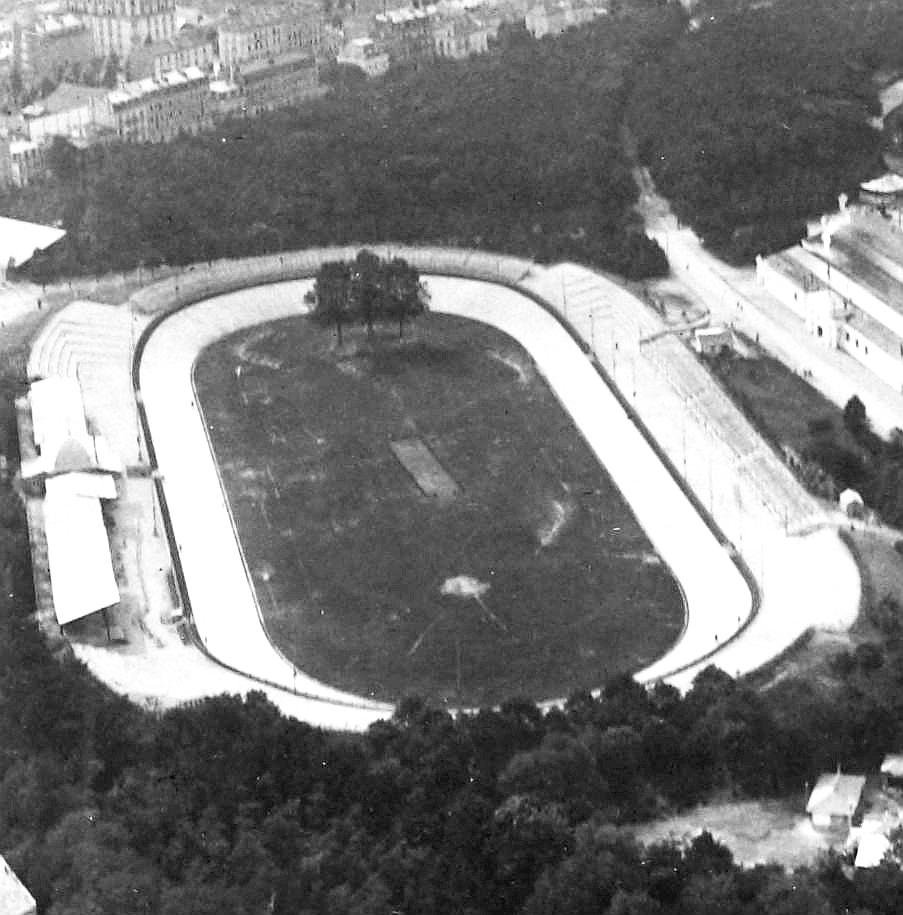
Veranstaltungsort Radrennbahn Vélodrome de Vincennes

Der Grand Prix de Paris 1986 war ein Wettbewerb im Bahnradsport für Sprinter. Es die 85. Austragung des Grand Prix de Paris. Das Turnier fand am 15. Juni in Paris auf der Radrennbahn Vélodrome de Vincennes statt.

## Verlauf
Am Start waren 45 Radrennfahrer. Es starteten Amateure und Berufsfahrer aus vierzehn Ländern in einem Open-Wettbewerb.
Im Achtelfinale traten jeweils drei Fahrer an. Auch die Halbfinals und das Finale wurden von drei Fahrern bestritten. Zwischen den einzelnen Runden gab es Hoffnungsläufe mit je vier Fahrern, deren Sieger sich für die nächste Runde qualifizierten. In den Vorläufen schieden die beteiligten Berufsfahrer bereits alle aus.
Der spätere Sieger Bill Huck unterlag im Viertelfinale gegen Nikolai Kowsch, kam aber über den Hoffnungslauf weiter. Das Finale gewann Huck knapp vor Hübner und Kowsch. Die weiteren Plätze wurden in diesem Jahr im Gegensatz zu früheren Austragungen nicht ausgefahren.

## Ergebnis
| Platz | Fahrer         | Land                                    |
| 01.   | Bill Huck      | Deutschland Demokratische Republik 1949 |
| 02.   | Michael Hübner | Deutschland Demokratische Republik 1949 |
| 03.   | Nikolai Kowsch | Sowjetunion                             |